# Associatie van vertakt bekermos
De associatie van vertakt bekermos (Cladonietum digitatae) is een associatie uit het verbond van smal bekermos (Cladonion coniocraeae).

## Naamgeving en codering
- Syntaxoncode voor Nederland (rVvN): r57Ba01

De wetenschappelijke naam Cladonietum digitatae is afgeleid van de botanische naam van vertakt bekermos (Cladonia digitata).

## Ecologie
De associatie van vertakt bekermos is een acidofiele gemeenschap die voorkomt op zowel volledig ontschorst hout als verweerde schors. Ook op boomvoeten wordt de gemeenschap aangetroffen. Het meest komt de associatie voor op berk, eik en den.